# هاس وی‌اف-۱۹
هاس وی‌اف-۱۹ (انگلیسی: Haas VF-19) یک خودروی مسابقه‌ای فرمول یک است که جهت شرکت در مسابقات فرمول یک قهرمانی جهان فصل ۲۰۱۹ توسط دالارا، تولیدکنندهٔ ایتالیایی برای Haas F1 Team طراحی و ساخته‌شده‌است. این خودرو در مسابقات توسط رومن گروژان و کوین مگنوسن رانده می‌شود، و علاوه بر این پیترو فیتیپالدی نیز به‌عنوان رانندهٔ آزمایش با این خودرو رانندگی می‌کند. وی‌اف-۱۹ برای اولین بار در جایزه بزرگ استرالیا ۲۰۱۹ رونمایی شد.

## طراحی و توسعه
خودروی وی‌اف-۱۹ در ۱۸ فوریه ۲۰۱۹ و پیش از آزمون‌های قبل از شروع فصل، به‌طور رسمی در مسیر پیت پیست بارسلون-کاتالونیا در اسپانیا معرفی شد. رنگ‌آمیزی بدنهٔ این خودرو نیز زودتر از معرفی آن در ۷ فوریه ۲۰۱۹ بواسطهٔ رندرینگ بر خط رونمایی شده‌بود و پس از آن، معرفی فیزیکی آن نیز در رویدادی در رویال اتوموبایل کلاب در پال مال، لندن صورت گرفت. حرکت کردن این خودرو برای اولین بار در یک رویداد فیلم‌برداری در پیست، پیش از آزمون‌های قبل از آغاز فصل به تصویر کشیده‌شد.
در ژوئیهٔ ۲۰۱۸ و همزمان با اینکه تیم هاس اعلام کرد که جهت تمرکز کامل بر روی خودرویی برای فصل بعدی، به روند توسعهٔ خودروی وی‌اف-۱۸ پایان خواهد داد، مشخص شد که این خودرو در مراحل اولیهٔ توسعه قرار دارد. با توجه به تغییرات صورت گرفته در قوانین مربوط به آیرودینامیک خودروها برای فصل ۲۰۱۹، این خودرو با هدف بهبود قابلیت سبقت‌گیری در پیست تغییرات زیادی را تجربه کرد. از جملهٔ این تغییرات می‌توان به بالهٔ جلوی پهن‌تر و ساده‌تر، یک بالهٔ پهن‌تر در عقب، مجرای هوای خنک‌کنندهٔ ترمز ساده‌تر و بارج‌بوردهای کوچک‌تر اشاره کرد.
همانند فصل پیشین، تیم هاس تعدادی از قطعات موتور را از تأمین‌کنندهٔ واحد پیشرانهٔ خود، فراری خریداری کرد و خود تیم تنها طراحی و ساخت شاسی مونوکوک، سازه‌های محافظت در برابر تصادف و قطعات بدنه را بر عهده گرفت. این موضوع به این دلیل انجام گرفت که بر طبق آئین‌نامه‌های ورزشی و فنی فدراسیون بین‌المللی اتومبیل‌رانی، خریداری کامل یک خودرو توسط یک تیم ممنوع است و برای انی که یک تیم در سایه آئین‌نامه‌های فنی به‌عنوان سازنده در مسابقات در نظر گرفته شود، لازم است که طراحی، ساخت و مونتاژ خودروی آن‌ها توسط خودشان صورت گیرد. به‌همین ترتیب، شرکت دالارا یک بار دیگر برای کارهای مربوط به شاسی و تونل باد با تیم هاس به همکاری پرداخت.

## تاریخچه رقابت‌ها

### راندهای آغازین
در طول آزمون‌های پیش از آغاز فصل مرتباً سرعت خوبی را به نمایش گذاشت و با توجه به زمان‌هایی که برای یک دور پیست به‌ثبت رساند، نشان داد که در میان شرکت‌کنندگان میانهٔ جدول سریع‌ترین خودرو است. اگرچه که با اشاره به رنج بردن آن از مشکلات مرتبط با اعتمادپذیری، قابلیت آن در دست‌یابی به سرعت بالا نمود کمتری پیدا کرد. در طول برگزاری مسابقهٔ افتتاحیهٔ فصل، جایزه بزرگ استرالیا ۲۰۱۹، کوین مگنوسن که مسابقه را از ردهٔ هفتم آغاز کرده‌بود، در جایگاه ششم به خط پایان رسید و به اولین راننده از میان رانندگان تیم‌های میان‌جدولی بدل شد که از خط پایان عبور می‌کرد و به زمان‌های ثبت شده در آزمون‌ها اعتبار بخشید. رومن گروژان به‌علت صدمهٔ وارد شده به یکی از پیچ‌های چرخ، که در میانهٔ مسابقه در پی یک پیت‌استاپ نمایان شد، از مسابقه بازنشست شد.
با این حال، پس از آن که هر دو رانندهٔ هاس در روز یکشنبهٔ جایزه بزرگ بحرین در میان ده ردهٔ اول برای شروع مسابقه قرار گرفتند، اوضاع تغییر کرد. همزمان که گروژان بر اثر برخوردی که در دور افتتاحیهٔ مسابقه با لنس استرول داشت، در دور شانزدهم از مسابقه حذف شد، مگنوسن نیز پس از آغاز مسابقه از ردهٔ ششم، در طول مسابقه از سایر رقبا جا ماند و در مقام سیزدهم مسابقه را به پایان رساند. مگنوسن اعلام کرد که خودروی او در طول مسابقه دچار مشکل کمبود سرعت در مسیرهای مستقیم بود و همین موضوع باعث شده‌بود که نتواند در مسیر مستقیم طولانی پیست بحرین از جایگاه خود دفاع کند. گونتر استاینر، مدیر تیم هاس نیز با اشاره به اینکه خودروی مگنوسن ظاهراً قادر به رساندن دمای تایرها به دمای مطلوب نبوده‌است، این موضوع را تأیید کرد.
در جایزه بزرگ چین، با توجه به این که هیچ‌یک از خودروهای هاس در مرحلهٔ سوم تعیین خط قادر به تکمیل یک دور کامل نبودند، هر دو خودرو در رده‌های نهم و دهم پشت خط شروع قرار گرفتند. با این حال، علی‌رغم اینکه هر دو خودرو یک‌بار دیگر به مرحلهٔ سوم تعیین خط راه یافته بودند، و یک بالهٔ عقب جدید نیز برای این خودرو معرفی شده‌بود، درگیری تیم با موضوع دمای تایرها همچنان ادامه داشت و هر دو راننده خارج از ده نفر برتر مسابقه را به پایان رساندند. در مسابقهٔ چین، گروژان در جایگاه یازدهم و مگنوسن در جایگاه سیزدهم از خط پایان عبور کردند و مگنوسن نیز گفت که روزنهٔ دستیابی به عملکرد مطلوب تایرها برای خودروهای هاس بسیار کوچک بوده به‌نظر می‌رسد که سایر مشکلات نیز ریشه در تایرهای خودرو دارند. گونتر استاینر، مدیر تیم هاس بعداً در مصاحبه‌ای این موضوع را تصدیق کرد. او بیان کرد که این مشکل در تایرها در آزمون‌های پیش از فصل در استرالیا، با توجه به وجود پیچ‌هایی با سرعت بالا و مسیرهای مستقیم کوتاه، خود را نشان نداده‌بود. به گفتهٔ او مسیرهایی مشابه پیست استرالیا برای خودروی هاس مناسب‌تر هستند و به آن اجازه می‌دهند تا دمای تایرها را در مقایسه با پیست‌های شانگهای و بحرین به میزان مؤثرتری افزایش دهد.
در گراند پری آذربایجان گروژان در مرحلهٔ اول تعیین خط با کسب ردهٔ هفدهم حذف شد و مگنوسن نیز پس از راهیابی به مرحلهٔ دوم، با کسب ردهٔ چهاردهم، موفق نشد خود را به مرحلهٔ سوم برساند، و بدین ترتیب تیم هاس برای اولین بار در طول فصل از راه یافتن به مرحلهٔ سوم تعیین خط بازماند. هرچند در روز یکشنبه این دو راننده مسابقه را از رده‌های دوازدهم و چهاردهم آغاز کردند؛ چرا که پیر گاسلی که ردهٔ پانزدهم را کسب کرده‌بود، به‌علت کشف تخلف در سنجش وزن مسابقه را از مسیر پیت آغاز کرد، و همچنین آنتونیو جوویناتزی که دارای ردهٔ هشتم در پشت خط شروع بود، به علت نصب سری جدیدی از سیستم‌های الکترونیکی کنترل موتور و دریافت پنالتی، مسابقه را از ۱۰ رده پایین‌تر آغاز کرد. علاوه بر این کیمی رایکونن نیز پیشتر به‌دلیل عدم موفقیت در آزمون انحراف بال جلوی خودروی خود، از مرحلهٔ تعیین خط حذف شده‌بود. در نهایت مگنوسن موفق شد که مسابقه را در مقام سیزدهم به پایان برساند، و گروژان نیز به‌علت بروز نقص فنی در ترمز، از مسابقه بازنشست شد.

### راندهای اروپایی و کانادا
هاس برای جایزه بزرگ اسپانیا بستهٔ بروزرسانی جدیدی را ارائه کرد، اما از آنجا که تیم به‌دنبال ارزیابی این بروزرسانی و اطمینان از عملکرد آن مطابق با برنامه‌ریزی‌ها بود، و علاوه بر آن باید از ایجاد سردرگمی در تشخیص تأثیر قطعات جدید بر مشکلات مربوط به تایرهای نیز جلوگیری می‌شد، این بروزرسانی در روز جمعه تنها بر روی خودروی گروژان اعمال شد. پس از آنکه خودروی بروز شدهٔ گروژان توانست در مرحلهٔ تمرین به سرعت خوبی دست پیدا کند، این قطعات جدید و بروزرسانی‌ها بر روی خودروی مگنوسن نیز نصب و اعمال شدند. پس از اعمال این تغییرات، هر دو خودرو باری دیگر موفق شدند به مرحلهٔ سوم تعیین خط برسند و گروژان در مقام هفتم، و مگنوسن در مقام هشتم این مرحله را به‌پایان رساندند. خودروهای هاس در پایان این مسابقه در جایگاه‌های هفتم و دهم قرار گرفتند؛ با کسب این نتیجه، تیم هاس موفق شد که برای اولین بار با هر دو خودروی خود امتیاز کسب کند، و گروژان نیز با کسب جایگاه دهم اولین امتیاز خود در فصل را بدست آورد. گرچه که این نتایج با درگیری‌هایی که میان دو رانندهٔ تیم در طول مسابقه پیش آمد، تحت‌الشعاع قرار گرفت. در طول مسابقه، مگنوسن گروژان را مجبور کرد تا از مسیر بازتری از پیچ دوم عبور کند و به ناچار وارد منطقهٔ بیرونی پیست با پوشش آسفالت شود که این موضوع کاهش دمای تایرها و در نتیجه از دست رفتن جایگاه را برای گروژان در پی داشت و او را از جایگاه هفتم به مقام دهم رساند.

## مشکلات مرتبط با توسعه
تیم هاس در طول فصل ۲۰۱۹ تاکنون در تلاش بوده‌است تا با تایرهای جدید پیرلی که برای فصل ۲۰۱۹ معرفی شدند به چسبندگی مناسبی دست یابد. با این حال حتی با وجود اعمال یک بستهٔ ارتقاء عمده که در جایزه بزرگ اسپانیا معرفی شد، همچنان این مشکلات برای هاس وجود دارند. بستهٔ ارتقاء دوم این تیم نیز در جایزه بزرگ کانادا معرفی شد. اما علی‌رغم این بروزرسانی‌ها، این خودرو همواره در عملکرد خود با مشکل مواجه بوده‌است. هاس وی‌اف-۱۹ مرتباً در مرحلهٔ تعیین خط سرعت خوبی را از خود نشان داده‌است، اما در مرحلهٔ مسابقه، عملکرد آن ضعیف بوده‌است. این مسئله آنجایی نمود پیدا کرد که کوین مگنوسن در گراند پری اتریش موفق به کسب ردهٔ پنجم برای شروع مسابقه شد و مسابقه را پس از دریافت پنالتی از ردهٔ دهم آغاز کرد، اما در نهایت مسابقه را در جایگاه نوزدهم در پشت سر جورج راسل، رانندهٔ تیم ویلیامز، که مسابقه را از مسیر پیت شروع کرده‌بود، به پایان رساند.
در جایزه بزرگ بریتانیا متعاقباً خودروی گروژان به تنظیمات و قطعات ویژهٔ مسابقهٔ ملبورن در استرالیا واگردانده شد تا احتمال شکست خوردن بروزرسانی‌ها بررسی و مشخص شود. با این حال در طول مسابقه هر دو راننده در پیچ اینتری دچار حادثه شده و تایر خودروی آن‌ها پنچر شد و بواسطهٔ آن و به‌علت صدمات وارده از تصادف، هر دو خودرو از مسابقه بازنشست شدند. این اتفاق باعث شد که تیم هاس فرصت خود برای مقایسهٔ دو خودرو با مشخصات متفاوت را از دست بدهد. گونتر استاینر، مدیر تیم، بعداً اظهار کرد که این خودرو عجیب‌ترین خودرویی است که او تاکنون با آن کار کرده‌است و گفت با وجود اینکه مسابقات قهرمانی به میانه‌های خود رسیده‌است، تیم هاس همچنان در تلاش برای درک شرایط این خودرو است و آزمایش‌های خودروها با مشخصات متفاوت نیز تاکنون بی‌نتیجه بوده‌اند. در عین حال گفته شده‌است که مشکلات دمای تایرها، و تمایل خودرو به ارائهٔ عملکرد متناقض، بر روی انتخاب‌های در دسترس برای طرح خودروی مسابقه‌ای هاس جهت شرکت در مسابقات فصل ۲۰۲۰ مؤثر خواهد بود.

تیم هاس پیش از جایزه بزرگ بلژیک اعلام کرد که آزمایش خودروها با مشخصات متفاوت متوقف خواهد شد، و تیم تصمیم دارد که هر دو خودرو را به نسخهٔ بازبینی شدهٔ همان بسته‌ای مجهز کند که پیش از این بر روی خودروی مگنوسن در آلمان معرفی شده‌بود و پس از آن نیز در گراند پری مجارستان مورد استفاده قرار گرفته‌بود. با این حال، در جایزه بزرگ سنگاپور و در پی عدم تطابق داده‌های بدست آمده در تمرین روز جمعه، تصمیم بر این شد که خودروی گروژان تنظیمات ترکیبی از مشخصات ویژهٔ مسابقهٔ ملبورن واگردانده شود. در این تنظیمات ترکیبی، از کف، بارج‌بوردها و بالهٔ عقب یکسان با نمونه‌های بکار رفته در گراند پری نخست بهره گرفته‌شد، اما بالهٔ جلو بدون تغییر باقی ماند.

## نتایج کامل در مسابقات جهانی فرمول یک
(کلید) (مسابقاتی که به‌صورت پررنگ نوشته شده‌اند نشانگر پول پوزیشن، و مسابقاتی که به‌صورت ایتالیک نوشته شده‌اند نشانگر سریع‌ترین دور هستند)
| سال  | شرکت‌کننده        | موتور     | تایر | رانندگان    | گراند پری | گراند پری | گراند پری | گراند پری | گراند پری | گراند پری | گراند پری | گراند پری | گراند پری | گراند پری | گراند پری | گراند پری | گراند پری | گراند پری | گراند پری | گراند پری | گراند پری | گراند پری | گراند پری | گراند پری | گراند پری | امتیاز | قهرمانی سازندگان |
| سال  | شرکت‌کننده        | موتور     | تایر | رانندگان    | استرالیا  | بحرین     | چین       | آذربایجان | اسپانیا   | موناکو    | کانادا    | فرانسه    | اتریش     | بریتانیا  | آلمان     | مجارستان  | بلژیک     | ایتالیا   | سنگاپور   | روسیه     | ژاپن      | مکزیک     | آمریکا    | برزیل     | ابوظبی    | امتیاز | قهرمانی سازندگان |
| ---- | ---------------- | --------- | ---- | ----------- | --------- | --------- | --------- | --------- | --------- | --------- | --------- | --------- | --------- | --------- | --------- | --------- | --------- | --------- | --------- | --------- | --------- | --------- | --------- | --------- | --------- | ------ | ---------------- |
| ۲۰۱۹ | تیم فرمول یک هاس | فراری ۰۶۴ | P    | رومن گروژان | ب.        | ب.        | ۱۱        | ب.        | ۱۰        | ۱۰        | ۱۴        | ب.        | ۱۶        | ب.        | ۷         | ب.        | ۱۳        | ۱۶        | ۱۱        | ب.        |           |           |           |           |           | ۲۸*    | نهم*             |
| ۲۰۱۹ | تیم فرمول یک هاس | فراری ۰۶۴ | P    | کوین مگنوسن | ۶         | ۱۳        | ۱۳        | ۱۳        | ۷         | ۱۴        | ۱۷        | ۱۷        | ۱۹        | ب.        | ۸         | ۱۳        | ۱۲        | ب.        | ۱۷        | ۹         |           |           |           |           |           | ۲۸*    | نهم*             |

* فصل هنوز در جریان است